# Rueil-la-Gadelière
Rueil-la-Gadelière è un comune francese di 484 abitanti situato nel dipartimento dell'Eure-et-Loir nella regione del Centro-Valle della Loira.

## Società

### Evoluzione demografica
Abitanti censiti